# Hil Kabashi
Hil Kabashi, né le 19 février 1941 à Caparc, est un évêque albanais. Franciscain, il est évêque titulaire de Turres-en-Byzacène (de) et administrateur apostolique d'Albanie méridionale de 1996 à 2017.

## Sources
- (en) Fiche sur catholic-hierarchy.org